# Kościół Najświętszego Serca Pana Jezusa w Bażanówce
Kościół Najświętszego Serca Pana Jezusa w Bażanówce – polskokatolicki kościół parafialny. Należy do dekanatu podkarpackiego diecezji krakowsko-częstochowskiej Kościoła Polskokatolickiego w RP.
Kościół wzniesiono w 1925; była to pierwsza świątynia Polskiego Narodowego Kościoła Katolickiego na ziemi polskiej. Budowla drewniana, o konstrukcji zrębowej, orientowana. Od frontu wieża (u dołu czworoboczna, wyżej ośmioboczna) zwieńczona ostrosłupowym, blaszanym hełmem. Nawa pokryta jednokalenicowym blaszanym dachem z wieżyczką na sygnaturkę, zwieńczoną ostrosłupowym hełmem. Prezbiterium mniejsze od nawy, zamknięte trójbocznie, z boczną zakrystią.
W pobliżu kościoła wolnostojąca, metalowa, otwarta dzwonnica wyposażona w dwa dzwony (z 1921 i 1993). Przy kościele znajduje się również zabytkowy, pęknięty dzwon z 1710.
Kościół wpisano do rejestru zabytków 7 grudnia 2009 pod nr A-380.

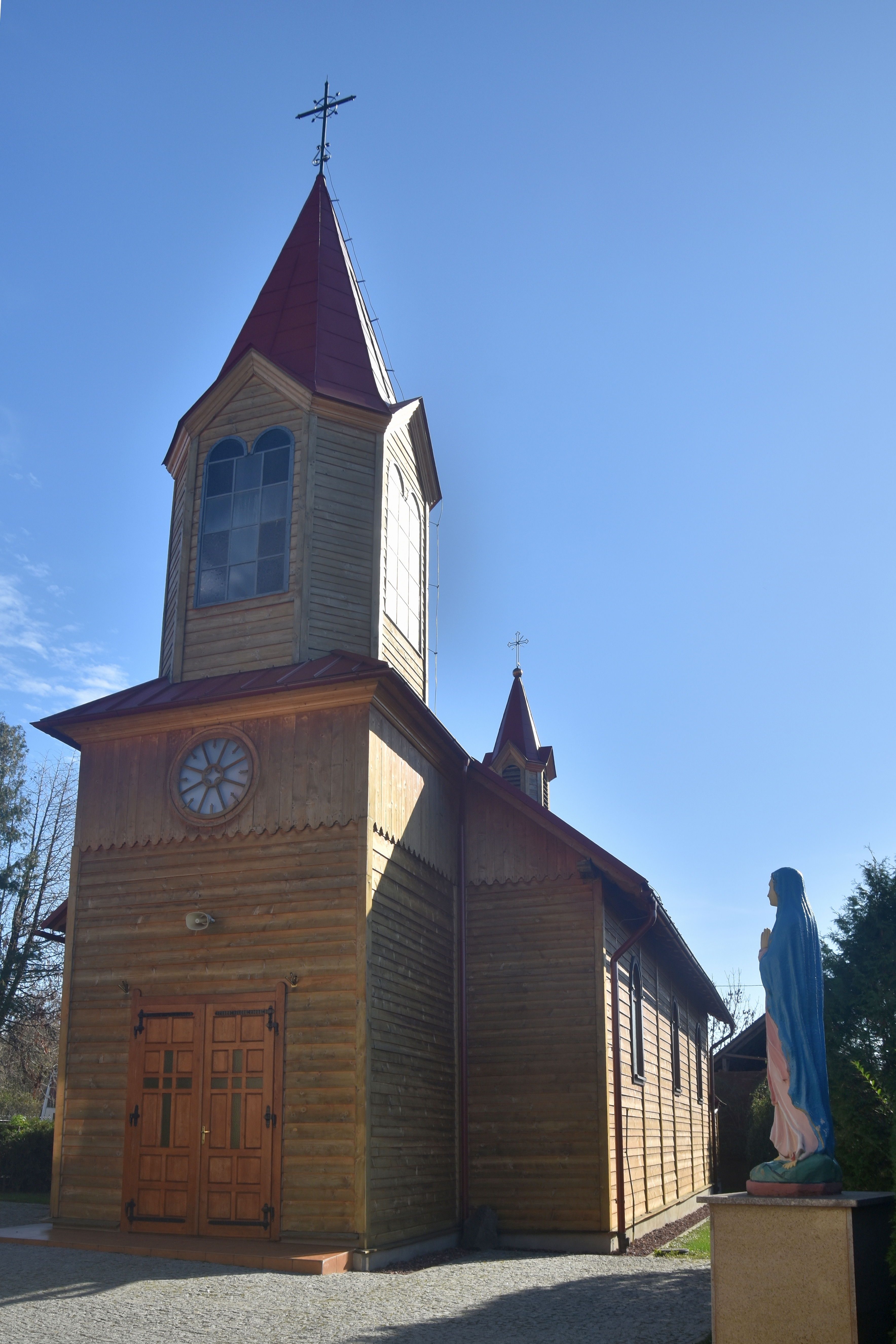
Elewacja frontowa
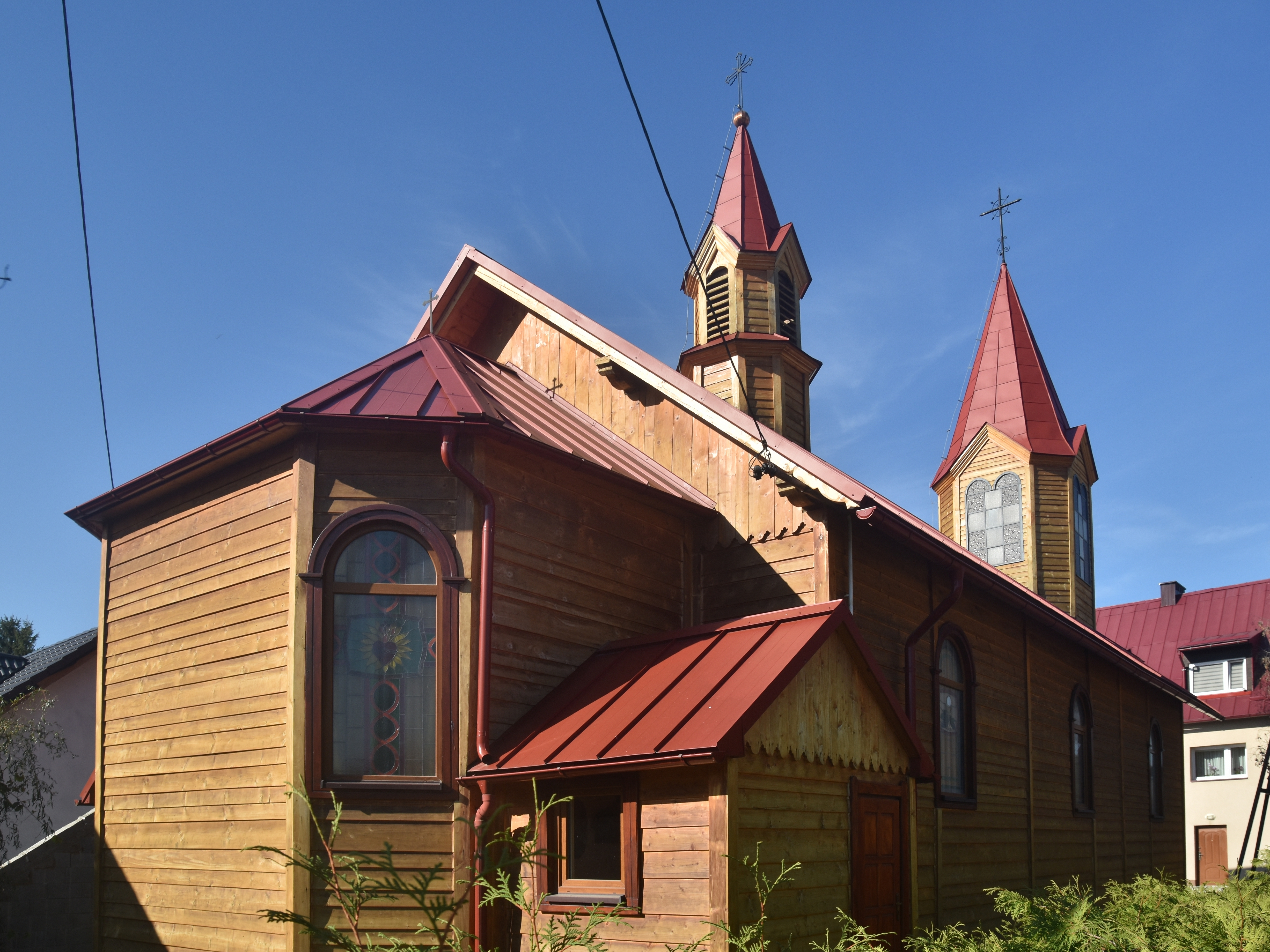
Widok od strony prezbiterium
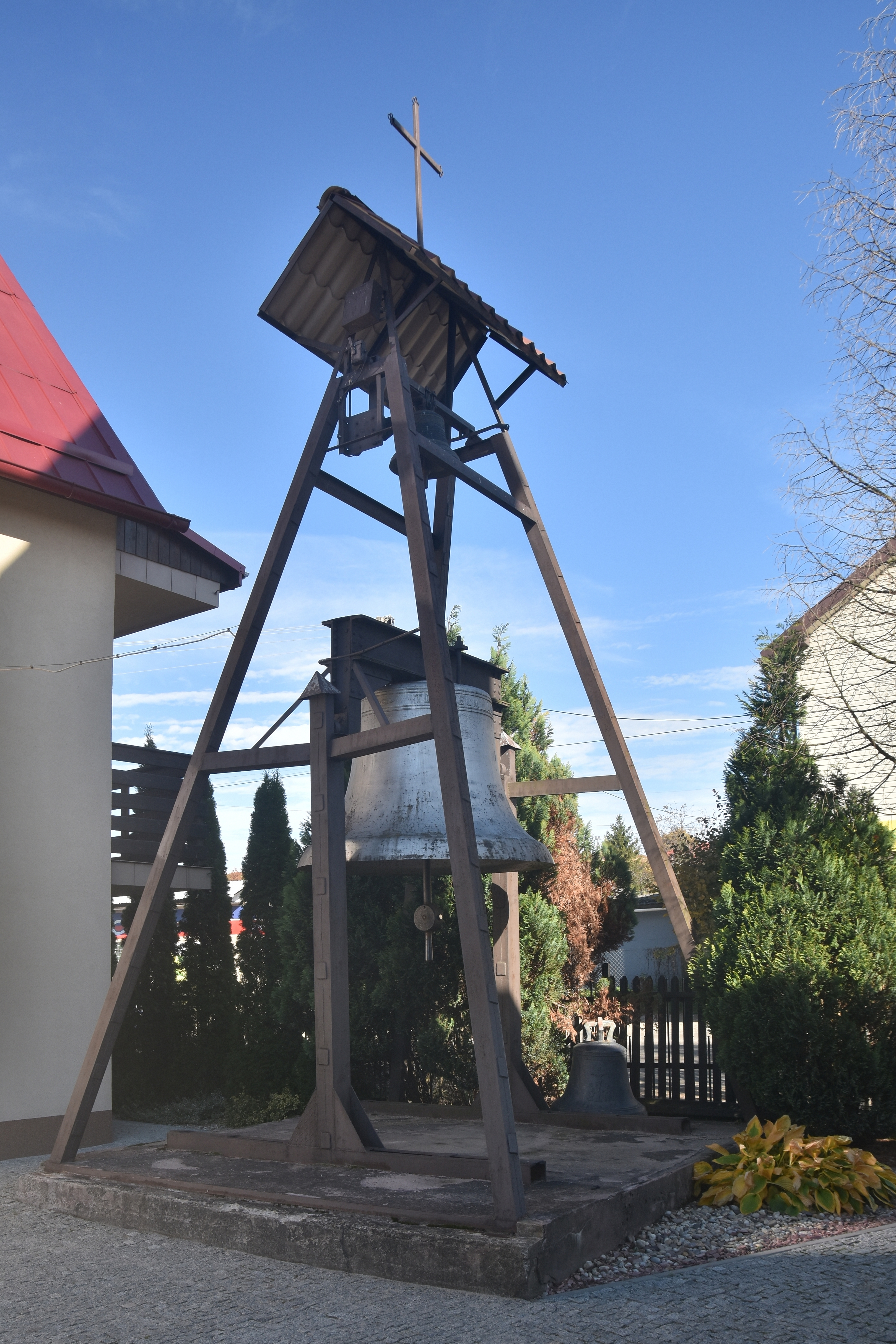
Dzwonnica